# Leptospiróza

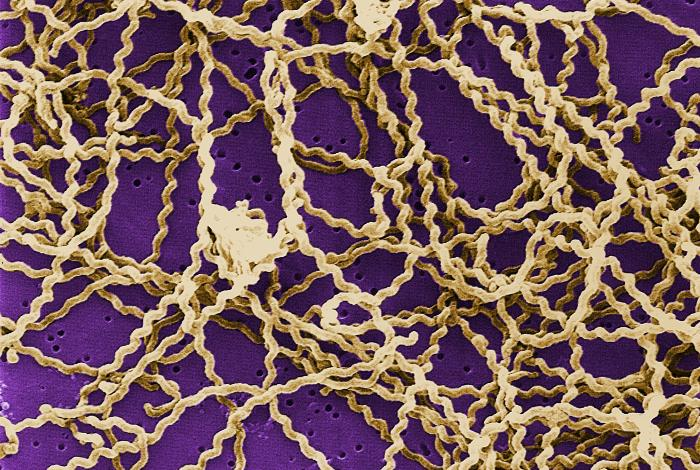
Spirochéty rodu Leptospira, původci leptospirózy

Leptospiróza je horečnaté bakteriální onemocnění zvířat a lidí rozšířené téměř po celém světě. Zoonotické onemocnění je způsobeno spirochétami rodu Leptospira. Nemoc poprvé popsal německý lékař Adolf Weil v roce 1886. Nejčastější způsob nakažení lidí je kontakt poraněné kůže, oka nebo sliznice s vodou znečištěnou močí nakaženého zvířete. Vyskytuje se na všech kontinentech kromě Antarktidy. Její výskyt se zvyšuje zejména mezi chudými lidmi v zemích s tropickým klimatem. Význam nemoci bývá podceňován.
Odhaduje se, že ročně se vyskytuje milion závažných případů leptospirózy s 58 900 úmrtími. Závažné případy představují 5–15 % všech případů leptospirózy.

## Popis
Leptospiróza (jinak také „krysí žloutenka“) je onemocnění, které je způsobeno bakterií rodu Leptospira. Bakterie má spirálovitý tvar a patří mezi patogenní spirochéty (stejně jako např. Borrelia). Přenašečem je nakažené zvíře – často myši, potkani, někdy skot, vepři, psi – které vylučuje bakterie močí. Člověk je náhodným hostitelem.
Identifikováno bylo 66 druhů rodu Leptospira se třemi sty sérotypy. Závažné onemocnění člověka může způsobit osm druhů (Leptospira alexanderi, L. borgpetersenii, L. interrogans, L. kirschneri, L. mayottensis, L. noguchii, L. santarosai, L. weilii), mírné onemocnění 21 druhů.
Je několik možných způsobů přenosu nákazy na člověka:
- Nejčastěji člověk přijde do kontaktu s vodou či půdou, které jsou kontaminovány nemocným zvířetem. Tímto způsobem se leptospiry dostávají do trávicího traktu a pronikají i neporušenou sliznicí do lidského organismu. (Někdy stačí, aby do oka šplíchla voda, protože bakterie se mohou do těla dostat i spojivkou. Stačit může i nechtěné loknutí vody při koupání v nevhodné vodní nádrži nebo kontakt s bahnem či vlhkou půdou, pokud je kůže na nohou porušená, např. odřená.)
- Onemocnět lze i po kousnutí nebo poškrábání nemocným zvířetem.

Ačkoliv je leptospiróza jednou z nejčastějších infekcí přenosných ze zvířete na člověka, nebyl prokázán přenos z člověka na člověka (antroponóza). Kontakt s nakaženými osobami tedy riziko nákazy nepředstavuje.

## Příznaky
Leptospiróza je onemocnění projevující se rozmanitými příznaky. Také může probíhat zcela skrytě (inaparentně). To, jak se onemocnění projeví, záleží na věku a zdravotním stavu člověka, na druhu bakterie Leptospira, která organismus infikovala, a na množství bakterií, které do těla pronikly. Leptospiróza může probíhat lehce s příznaky trvajícími jen několik dní, které značně připomínají chřipku. Obvyklý je však dvoufázový průběh onemocnění.
Po inkubační době (čas, který uplyne od doby nakažení k prvním projevům infekce) jednoho až dvou týdnů se rozvíjí první fáze nemoci. V první fázi se objevuje horečka až 40 °C se zimnicí a třesavkou, nemocný trpí bolestmi hlavy a svalů – svaly bolí hlavně na zádech a lýtkách. Někdy se může objevit vyrážka (většinou během prvních dvou dnů onemocnění). Jsou přítomny bolesti břicha a nevolnost, která může vést až ke zvracení. Nemocný má špatnou náladu, může blouznit, být zmatený; mohou se objevit i halucinace. Takto onemocnění probíhá 3–5 dní a poté veškeré příznaky vymizí. (Nemocný se jakoby náhle uzdravil.)
Druhá fáze se někdy nemusí rozvinout, ale jestliže je infekce závažná, po několika dnech se k původním projevům přidává bolest na hrudi a bolest břicha, porucha funkce ledvin a změny psychického stavu. Dochází k tuhnutí šíje, nemocný zvrací – jsou tedy vyjádřeny znaky meningitidy. Ačkoliv je onemocnění poměrně závažné, při dobré léčbě dojde po několika týdnech k úpravě zdravotního stavu bez následků. Takovýto průběh má leptospiróza vyvolaná bakterií Leptospira grippotyphosa.
Příznaky závažné leptospirózy vyvolané bakterií Leptospira icterohaemorrhagiae (tzv. Weilova nemoc, Weilův syndrom) jsou zpočátku stejné jako při lehkém průběhu nemoci, ale intenzivnější. Rychle se rozvíjí postižení jednotlivých orgánů: jater (objevuje se žloutenka), ledvin (nemocný přestává močit; má zvýšené množství odpadních látek, močoviny; zvýšené množství kreatininu v krvi), dochází k poruše srážlivosti krve (krvácení z úst; pod spojivky – bělmo očí je zbarveno červeně; ze sliznic – krev se objevuje ve stolici, dochází ke krvácení z nosu). Tento stav je vyžaduje intenzivní léčbu v nemocnici.

### Blaťácká horečka
Takzvaná blaťácká neboli žňová horečka je forma leptospirózy klasicky připisovaná bakterii Leptospira grippotyphosa. Není provázena žloutenkou. První fáze má chřipkový charakter (horečka, bolesti svalů, hlavy atd.), druhá fáze je obvykle rázu aseptické meningitidy, případně meningoencefalitidy zpravidla benigního rázu. Podobný průběh mohou vyvolat i jiné bakterie rodu Leptospira.

## Diagnostika
Počátek onemocnění lze zaměnit za chřipku. Proto je důležité uvést u lékaře případná fakta o práci v rizikovém prostředí, o pobytu v přírodě, pití z přírodního zdroje, rybaření aj., viz výše.
K prokázání leptospirózy je nutné provést speciální laboratorní testy, které jsou založeny na zjištění přítomnosti typických protilátek. Pokud bylo onemocnění zjištěno na začátku (prvních 10 dnů), lze bakterie kultivovat, což znamená, že se odebere vzorek moči, krve nebo mozkomíšního moku a ten se přenese do speciálního prostředí (kultivační půda), ve kterém se bakteriím dobře daří. Když se bakterie pomnoží, je mikrobiolog (lékař zabývající se rozpoznáváním mikroorganismů) schopen určit, o jaké bakterie se jedná.
Dále se provádí řada testů, které slouží k informaci o funkci jednotlivých orgánů, a to jednak z krve, jednak z dalších tělních sekretů, především moči. Vyšetřuje se hlavně funkce jater a ledvin, které jsou obvykle postiženy.

## Léčba
Terapie onemocnění záleží na jeho závažnosti. Jestliže má onemocnění lehký průběh, léčí se tzv. symptomaticky. To znamená, že se nemocnému podají léky, které ho pomohou zbavit nepříjemných a odstranitelných příznaků nemoci. Ke snížení horečky a úlevy od zimnice a třesavky se nasadí antipyretika, proti bolesti hlavy a svalů analgetika. Dále se podávají antibiotika, nejčastěji ve formě tablet. Nemocný se léčí doma, je mu doporučen klid na lůžku a příjem dostatečného množství tekutin.
Jestliže nemoc probíhá těžce nebo dochází k rozvoji příznaků signalizujících poškození orgánů (žloutenka, nemocný přestává močit, mění se úroveň vědomí), je nutné, aby byl nemocný okamžitě přijat k léčbě do nemocnice. Zde jsou podávána jednak antibiotika, a to nitrožilně jako tzv. kauzální terapie (léčba je zaměřena na příčinu nemoci). Dále se pomocí řady léků a v případě potřeby i přístrojů přistupuje k tzv. podpůrné terapii, která slouží k zajištění dobré funkce poškozených orgánů. (Například při poškození ledvin dialýza, při krvácivých projevech podání krevních náhrad, při selhávání dýchacího ústrojí umělá plicní ventilace, a to až do té doby, kdy pacient kritické období překoná a funkce poškozených orgánů se obnoví.)

## Komplikace
Onemocnění, které proběhlo lehce, většinou nezanechá následky a nemocný se brzy uzdraví. Mnohem delší doba zotavování (rekonvalescence) následuje po těžkém průběhu nemoci. Sama bakterie je po nasazení antibiotické léčby rychle vymýcena, ale určitou dobu trvá, než dojde k uzdravení všech postižených orgánů – jater, ledvin a srdce. Pokud je onemocnění velmi závažné, funkce postižených orgánů se do původního stavu nevrátí. Není neobvyklé, že nemocný trpí častými změnami nálad a depresemi.

## Onemocnění zvířat
Lidé a zvířata žijí především v rozvojových zemích v těsném spojení. Proto je důležitá osvěta lidí a vakcinace zvířat. Příznaky (podobné jako u lidí) se mohou lišit podle druhu zvířete. U některých druhů žijí bakterie v reprodukčním traktu, takže dochází k přenosu během páření. K dispozici je vakcína pro prasata, skot, ovce, kozy nebo psy. Účinnější bývá vakcína s jediným sérotypem. Důležitá je také izolace infikovaných zvířat. Rychlost přenosu nemoci ovlivňuje také hygiena a kontrola životního prostředí. Výskyt nemoci může mít značný ekonomický dopad na živočišnou výrobu.

## Česká republika
V České republice se leptospiróza objevuje především po povodních, jinak sporadicky, s trendem dlouhodobého poklesu nemocnosti. V letech 1990–2008 bylo hlášeno 789 případů onemocnění (onemocnění podléhá hlášení), přičemž průměrná incidence byla u mužů 3,1krát vyšší než u žen. Onemocnění má sezonní výskyt se vzestupem hlášených případů v jarních měsících a s výrazným maximem v srpnu.
Dříve se leptospiróza vyskytovala převážně jako profesní nákaza. Ohroženi byli především lidé, kteří přišli s bakteriemi do kontaktu v rámci profese – řezníci, zootechnici, zemědělci, pracovníci kanalizace apod. Dnes – vzhledem k oblibě stanování, chalupaření, rybaření, chovu zvířat (i drobných ) atp. – může leptospiróza postihnout i člověka pracujícího mimo rizikový obor.

### Prevence
Leptospirózou jsou nejvíce ohroženi lidé, kteří pracují se zvířaty, zejména zemědělci a zootechnici pracující v živočišné výrobě, řezníci, lidé pracující v kanalizaci, deratizátoři, případně ošetřovatelé laboratorních potkanů. Kromě nich také obyvatelé domů, ve kterých se vyskytují potkani (znečištěné uskladněné ovoce, zelenina), případně vodáci a turisté, pokud přijdou do styku s kontaminovanou vodou či půdou.
Prevence spočívá v hubení hlodavců, kteří se vyskytují v uzavřených objektech (deratizace). Na rizikových pracovištích je nezbytné zachovávat předpisy o bezpečnosti práce a důsledně používat pracovní pomůcky. Protože Leptospira přežívá v přírodě poměrně dobře, měl by se člověk vyvarovat pití vody z neověřených přírodních zdrojů, koupání ve stojatých vodách, chození naboso v bahně nebo vlhké půdě apod. Neměl by také jíst volně ležící neumyté ovoce či zeleninu, neumyté spadané ovoce, neumytou zeleninu či ovoce uložené ve sklepě atp.